# بابل (آلبوم مامفرد اند سانز)
«بابل» (به انگلیسی: Babel) آلبومی از مامفرد اند سانز است که در سال ۲۰۱۲ میلادی منتشر شد.